# 木村佳代子
木村 佳代子（きむら かよこ、11月19日 - ）は、日本の女性サクソフォーン奏者、音楽プロデューサー、作曲家、編曲家（ホーンアレンジ）、イベントオーガナイザー、著作家、リミキサー。

## 概要
Monday満ちる、大沢伸一との出逢いを機に、1990年代末、30歳前より本格的に奏者としてプロ活動をスタートする。国内外のアーティストのレコーディング、海外ツアー、教則本著作、イベントオーガナイズ、音楽プロデューサー、リミキサー、スタジオ・ミュージシャンとして、多岐に渡り精力的に活動する女性管楽器奏者である。
石川県小松市出身
幼少の頃より母と共に郷土民謡会『美松民謡会/子雀会』で唄い、踊り、横笛を演奏
小中高校吹奏楽部ではトランペット、クラリネットを演奏
土岐英史氏・藤陵雅裕氏・小池修氏にサックスを師事
録音参加作品・共演/斑尾ジャズフェスティバル（with Maceo Parker, Michael Brecker、島健、小曽根真)、CX「僕らの音楽」安全地帯『じれったい』、桑田佳祐PV、平井堅TVプロモーション、KinKiKidsドームツアー（京セラ・東京ドーム）・TVアニメ『ちびまる子ちゃん』『KinKiのやる気まんまんソング』、aiko『ボーイフレンド』、山崎育三郎1stシングル『Congraturations』、Nissy『トリコ』、中島美嘉、倖田來未、村上隆アニメ『6hp』、WOWOW『眼の壁』（小泉孝太郎主演、Jazztronikヨーロッパツアー、ラフォルジュルネ『遠tone音』、InitialTalk
作編曲・サウンドプロデュース・著作/Jackson5Remixes『ABC~Lovestream Mix~』（Motown）、YAMAHA DM2000 5.1ch デモ楽曲『Once Upon A Time』、篠山紀信『digiKISHIN』、『めちゃ吹け☆アルト・サックス・コレクション（RittohMusic)』、『味の手帖』、『JazzLife（立東社）』
※『小松おどり』（小松市制80周年記念）、『小松鉱山ブルース』、『能登舟漕唄』（石川県モダン郷土民謡・狛江市文化芸術活動支援）イベント・出張ライブ企画演奏 / KIRIN SVB生麦『Beer Meets Music』、ARIMINO Manabu（海野学）セミナー、SABON Beach House Party、club2001(Blue Note）、
加賀百万石祭 兼六園花見橋独奏、2019年石川県小松市成人式、石川県立小松高校『響宴』、宮本三郎美術館ナイトクルーズ